# Suwaibou Sanneh
 (juin 2015).
Si vous disposez d'ouvrages ou d'articles de référence ou si vous connaissez des sites web de qualité traitant du thème abordé ici, merci de compléter l'article en donnant les références utiles à sa vérifiabilité et en les liant à la section « Notes et références ».
Suwaibou Sanneh (né le 30 octobre 1990 à Brikama) est un sprinter gambien qui est spécialisé dans le 100 m.
Il est le porte-drapeau de la Gambie aux Jeux olympiques d'été de 2012.

## Record personnel
| Temps   | Date         | Lieu     |
| ------- | ------------ | -------- |
| 10 s 52 | 15 août 2008 | Beijing  |
| 10 s 21 | 4 août 2012  | Londres  |
| 10 s 18 | 5 août 2012  | Londres  |
| 10 s 16 | 30 mai 2013  | New York |